# Chiesa di San Pietro (Bobbio)
La chiesa di San Pietro è una chiesa parrocchiale del vicariato di Bobbio, Alta Val Trebbia, Aveto e Oltre Penice della diocesi di Piacenza-Bobbio, situata nella frazione di Dezza di Bobbio in provincia di Piacenza.
L'attuale chiesa parrocchiale venne eretta come chiesa della cella monastica di Dezza (ant. Decia), fondata nel X secolo e dipendente dal monastero di Bobbio. Nell'XI secolo il territorio, la cella monastica e la chiesa passarono alle dipendenza della Diocesi di Bobbio e del Vescovo. Nel XII secolo il territorio passò ai Malaspina di Pregòla sottraendola a Bobbio, al cui comune ritornò nel XVIII secolo.
La chiesa a navata unica è pressoché vicina alla struttura antica del X secolo, subì modifiche nel XV secolo. Un tempo dipendente dalla vicina parrocchia di San Cristoforo più antica divenne parrocchia nel XV secolo. Sempre nel XV secolo per un lungo periodo la parrocchia era amministrata assieme alle parrocchie di Ceci e San Cristoforo da un unico parroco, che spostò la sede da San Cristoforo a Dezza, perché più centrale rispetto alle tre chiese. Venne eretta a parrocchia autonoma nel 1759. La torre campanaria è del 1905.
La festa annuale è il 29 giugno, mentre la festa patronale si tiene ai primi di agosto.

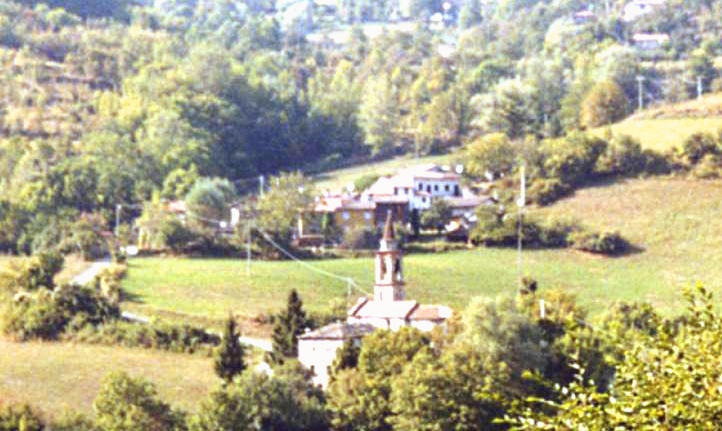
Panorama della frazione di Dezza